# 宝瓶宮
宝瓶宮（ほうへいきゅう）は、黄道十二宮の11番目である。みずがめ座。
獣帯の黄経300度から330度までの領域で、だいたい1月20日（大寒）から2月18日（雨水）の間まで太陽が留まる（厳密には、太陽通過時期はその年ごとに異なる）。
四大元素の空気に関係していて、双児宮・天秤宮と一緒に空気のサインに分類される。対極のサインは獅子宮である。

## 宝瓶宮のデータ
- アストロロジカルシンボル -
- ゾディアックシンボル - 水瓶から水を流している男または少年
- 標準的な期間 - 1月20日-2月18日
- 2区分 - 男性
- 3区分 - 定着
- 4区分 - 風
- 居住の座 - 土星・天王星。天王星の発見により、土星は宝瓶宮の副守護星になった。
- 高揚の座 - なし。占星術師によっては水星を宝瓶宮の高揚の座としていることもある。占星術師によっては海王星や冥王星を宝瓶宮の高揚の座としている場合もあるが、これについては様々な議論がある。
- 障害の座 - 太陽
- 転落の座 - なし。占星術師によっては海王星や冥王星を宝瓶宮の転落の座としている場合もあるが、これについては様々な議論がある。

## 符号位置
| 記号 | Unicode | JIS X 0213 | 文字参照         | 名称     |
| ---- | ------- | ---------- | ---------------- | -------- |
| ♒   | U+2652  |            | &#x2652; &#9810; | AQUARIUS |